# Jane Alexander
Jane Alexander (właśc. Jane Quigley; ur. 28 października 1939 w Bostonie w stanie Massachusetts) – amerykańska aktorka teatralna i filmowa czterokrotnie nominowana do Oscara, także reżyser i producentka filmowa.

## Życiorys
Aktorstwa uczyła się już od dzieciństwa. Zadebiutowała w roku 1969 na deskach Broadwayu w spektaklu Wielka nadzieja białych. Za rolę w tym przedstawieniu otrzymała nagrodę Tony. Sztuka w następnym roku została zekranizowana w tej samej obsadzie, a Jane Alexander została nominowana do Oscara. Przez pewien czas grała prawie wyłącznie w teatrze i filmach telewizyjnych.
Lata 70. przyniosły aktorce falę rosnącej popularności. Kinowym come backiem była rola w thrillerze Wszyscy ludzie prezydenta, w którym doceniono rolę Alexander, nominując ją ponownie do Oscara. Dużym sukcesem była też rola Margaret Phelps w dramacie filmowym Sprawa Kramerów, a później – Carol Wetherly w filmie Testament. Ten ostatni obraz przyniósł jej dwie nominacje – do Oscara i Złotego Globu.
W roku 1987 postanowiła skupić się na karierze teatralnej, na ekrany kin powróciła w 1999 roku w produkcji Wbrew regułom. Obecnie w filmach i serialach występuje jedynie sporadycznie.

## Życie osobiste
23 lipca 1962 poślubiła Roberta Alexandra, z którym rozwiodła się w roku 1974. Z drugim mężem – Edwinem Sherinem, z którym zawarła związek małżeński 29 marca 1975, ma czworo dzieci.

## Filmografia
- 1970: Wielka nadzieja białych jako Eleanor Backman
- 1971: Pojedynek rewolwerowców jako Tenneray
- 1972: Nowi centurionowie jako Dorothy Fehler
- 1976: Wszyscy ludzie prezydenta jako Judy Hoback
- 1978: Betsy jako Alicia Hardeman
- 1979: Sprawa Kramerów jako Margaret Phelps
- 1980: Więzień Brubaker jako Lillian Gray
- 1983: Testament jako Carol Wetherly
- 1984: Gorący towar jako Addy
- 1986: Krew i orchidee jako Doris Ashley
- 1987: Amerykański kadryl jako Juanelle
- 1987: Jeniec wojenny jako Sybil Stockdale
- 1990: Prawo i porządek jako Regina Mulroney
- 1990: Prawo i bezprawie jako Regina Mulroney
- 1999: Wbrew regułom jako pielęgniarka Edna
- 2000: Wczorajsze dzieci
- 2002: Miasto słońca
- 2002: Ring jako dr Grasnik
- 2006: Futro: portret wyobrażony Diane Arbus jako Gertrude
- 2007: Smaki miłości
- 2007: Powiedz, że mnie kochasz jako dr May Foster
- 2009: Nienarodzony jako Sofi Kozma
- 2009: Terminator: Ocalenie jako Virginia